# 迷走工作坊
迷走工作坊是一家臺灣的游戏开发公司，2016年4月成立。主要開發項目為桌上遊戲、电子游戏、沉浸式劇本等遊戲。

## 歷史
2016年4月，張少濂成立該公司，其目標在開發以臺灣歷史為主題的桌遊，並於2017年啟動啟動了《台北大空襲》的募資計畫，該遊戲改編自1945年5月31日第二次世界大戰中美軍對臺北市發動的轟炸行動。此後持續製作一系列的衍生作品，該系列最終共集資約1400萬新臺幣。2018年以後，該公司除了專注於桌遊產業外，還陸續與其他影視節目合作改編不同類型的遊戲。2021年12月，該公司宣布與方兔互動娛樂工作室共同開發電玩版《台北大空襲》。

## 開發項目

### 桌遊系列
- 《台北大空襲》（2017年）[9]
  - 《高雄大空襲》（2018年）[10][11]
  - 《天火基隆》（2019年）[12]
- 《敢愛就來》（2018年）[13][14]
- 《海賊對決》（2018年）[15]
- 《腹黑菓子店》（2018年）[16]

### 合作項目
- 《厭世動物園：動物大逃殺》（2018年，與厭世動物園聯名合作）[17]
- 《MAYA!!》（2020年，與怪奇事務所聯名合作）[18]
- 《霹靂：入陣武林》（2020年，與霹靂國際多媒體聯名合作，與GG工作室、桌遊列國共同出版）[19]
- 《做工的人》原創桌遊（2020年，與公視電視劇《做工的人》聯名合作）[20]
- 《人生》（2020年，與消極男子聯名合作）[21][22]
- 《天橋上的魔術師》周邊商品（2021年，與公視電視劇《天橋上的魔術師》聯名合作）[23]

### 沈浸式劇本遊戲
- 《斯卡羅：後來的南方》（2021年於Gather Town上線，與公視旗艦劇《斯卡羅》聯名合作）[24][25][26]

### 小說
- 《台北大空襲小說集》（2022年、與朱宥勳、林立青、瀟湘神、鍾旻瑞、張嘉真、陳又津等作家合作）[27]

### 電子遊戲
- 《台北大空襲 Raid on Taihoku》，2023年2月16日於Steam發行。[28][29][30][31]

### 代理遊戲
- 《火球島（英语：Fireball_Island）》（米爾頓布拉德利公司（英语：Milton_Bradley_Company）出品、2019年）[32]
- 《奇幻樹冒險物語》（2022年）

### 合作歌曲
- 《一九四五》（2018年12月13日，與滅火器樂團合作、李欣芸、林孝親、林思妤合編，高雄大空襲桌遊主題曲 Theme of Raid on Takao）[33][34][35]
- 《終戰》（2022年5月31日，與鄭宜農合作，《台北大空襲》電玩主題曲）[36][37]

## 外部連結
- 迷走工作坊的Facebook專頁
- 迷走工作坊的X（前Twitter）
- 迷走工作坊的Plurk專頁
- 迷走工作坊的Instagram帳戶
- YouTube上的迷走工作坊頻道